# Hans Multscher

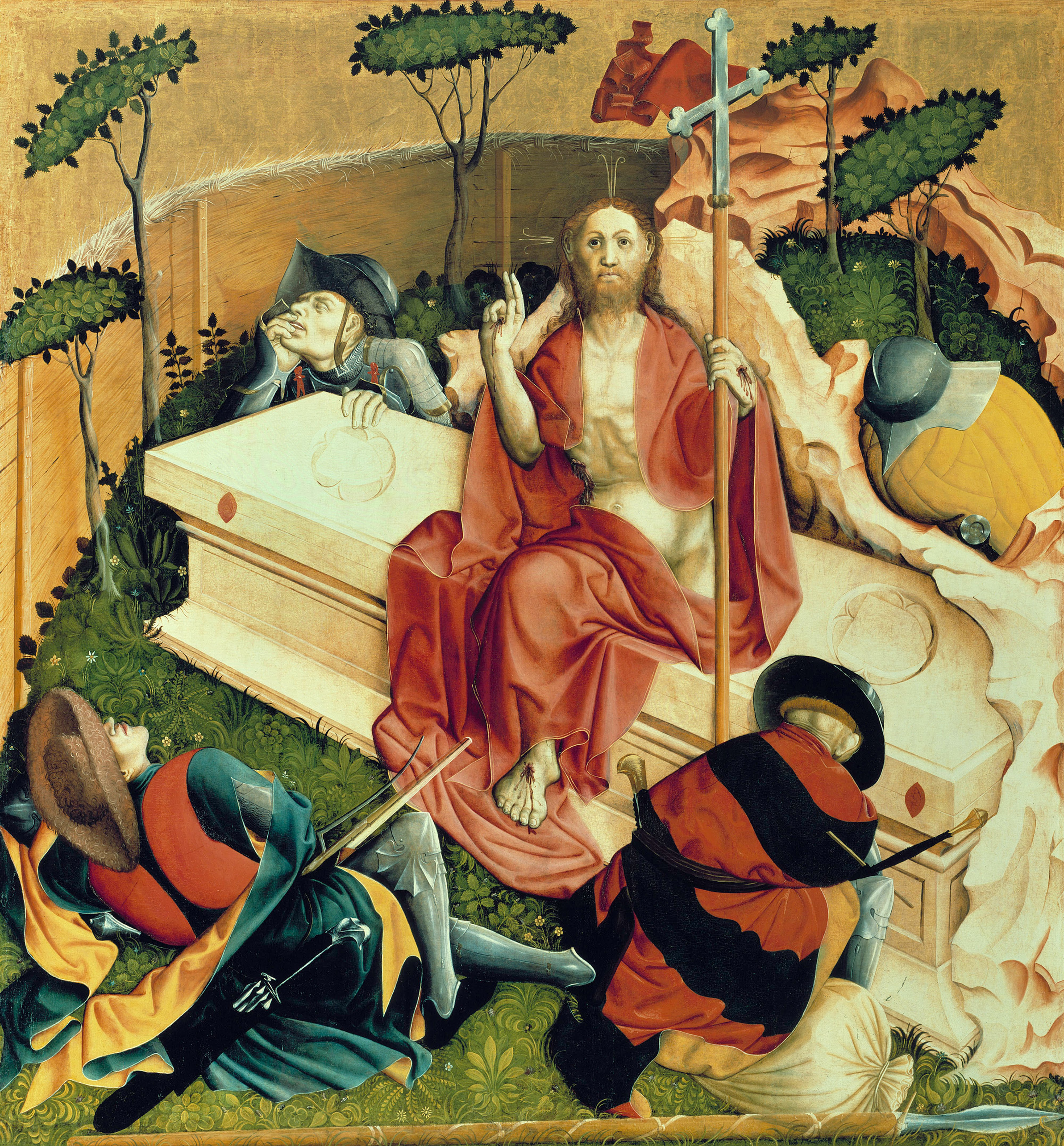
La Resurrección de Cristo, 1437, pintura al temple sobre madera, 148 x 140 cm, Gemäldegalerie, Berlín

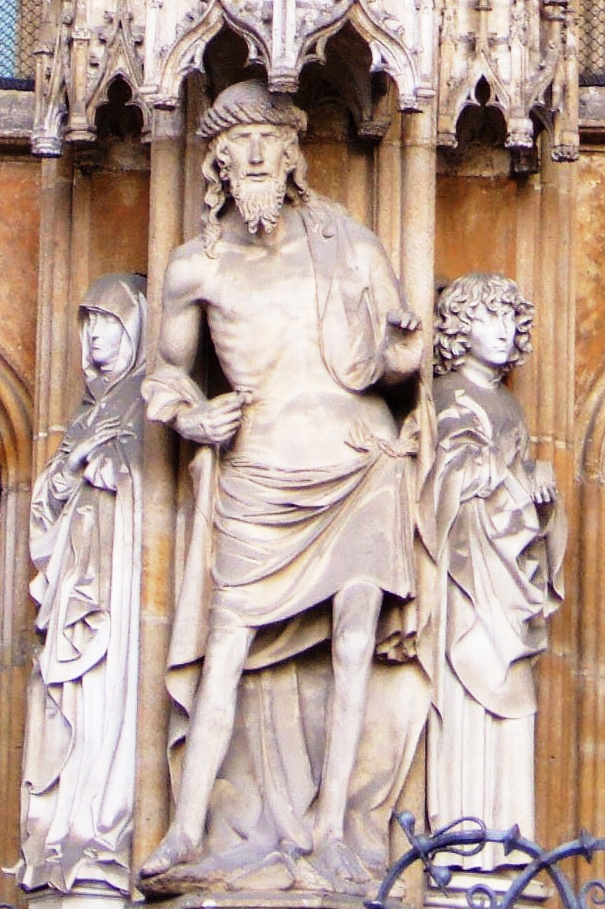
Der Schmerzensmann (Varón de dolores, copia) en el pilar central de la Catedral de Ulm.

Hans Multscher (Reichenhofen, actualmente Leutkirch im Allgäu, ca. 1390/1400 - Ulm, 1467) fue un pintor, iluminador y escultor alemán. Se le considera el más importante pintor alemán de la primera mitad del siglo XV, junto a Conrad Witz. Su estilo es gótico tardío y prerrenacentista.

## Biografía
Después de crecer en su tierra natal de Allgäu, aprendió, quizá con Claus Sluter, las innovaciones artísticas del Norte de Francia y los Países Bajos. En 1427 fue aceptado como ciudadano libre de Ulm. El mismo año se casó con Adelheid Kitzin, hija de un ciudadano. Multscher tuvo un taller amplio y destacado de escultores y pintores y lo mantuvo hasta el año de su muerte, acaecida en 1467. En este taller participó también su hermano Heinrich Multscher.

## Significado
Multscher sobresale como una fuerte personalidad dentro de un siglo, el XV, lleno de múltiples artistas, a menudo anónimos. Cultivó un estilo realista de influencia flamenca, más que el Weicher Stil (estilo dulce) de sus contemporáneos como el Maestro Francke, Stefan Lochner, Maestro Hartmann. En el Retablo de Wurzach aumenta su realismo hasta el punto de llegar a la fealdad. Se le considera uno de los fundadores de la Escuela de Ulm. Hacia mediados de siglo, su estilo evoluciona acentuando las formas corpóreas y el ordenamiento de los pliegues.

## Obra
- Retablo de Karg (1433), en la catedral de Ulm, dañado en el ataque iconoclasta de 1531. Conserva las figuras de los ángeles y la estructura arquitectónica.
- Ecce homo o Varón de dolores en el pilar central de la puerta oeste de la Catedral de Ulm (h. 1429). Fue destruida durante la tormenta iconoclasta de 1531.
- Modelo en piedra para la tumba del duque Luis el Barbudo, Bayerisches Nationalmuseum, Múnich.
- Retablo de Wurzach (1437), para la iglesia parroquial de Landsberg, cerca de Lech, actualmente se conserva parte del mismo en la Gemäldegalerie de Berlín - Staatliche Museen
- Heiligenkreuzthaler Altar (1450, Altheim bei Riedlingen)
- Grabados en madera con las figuras de Santa Bárbara y Santa María Magdalena (Rottweil, Lorenzkapelle)
- Retablo central de la Frauenkirche de Sterzing (1456-1459), en el Tirol meridional

## Galería

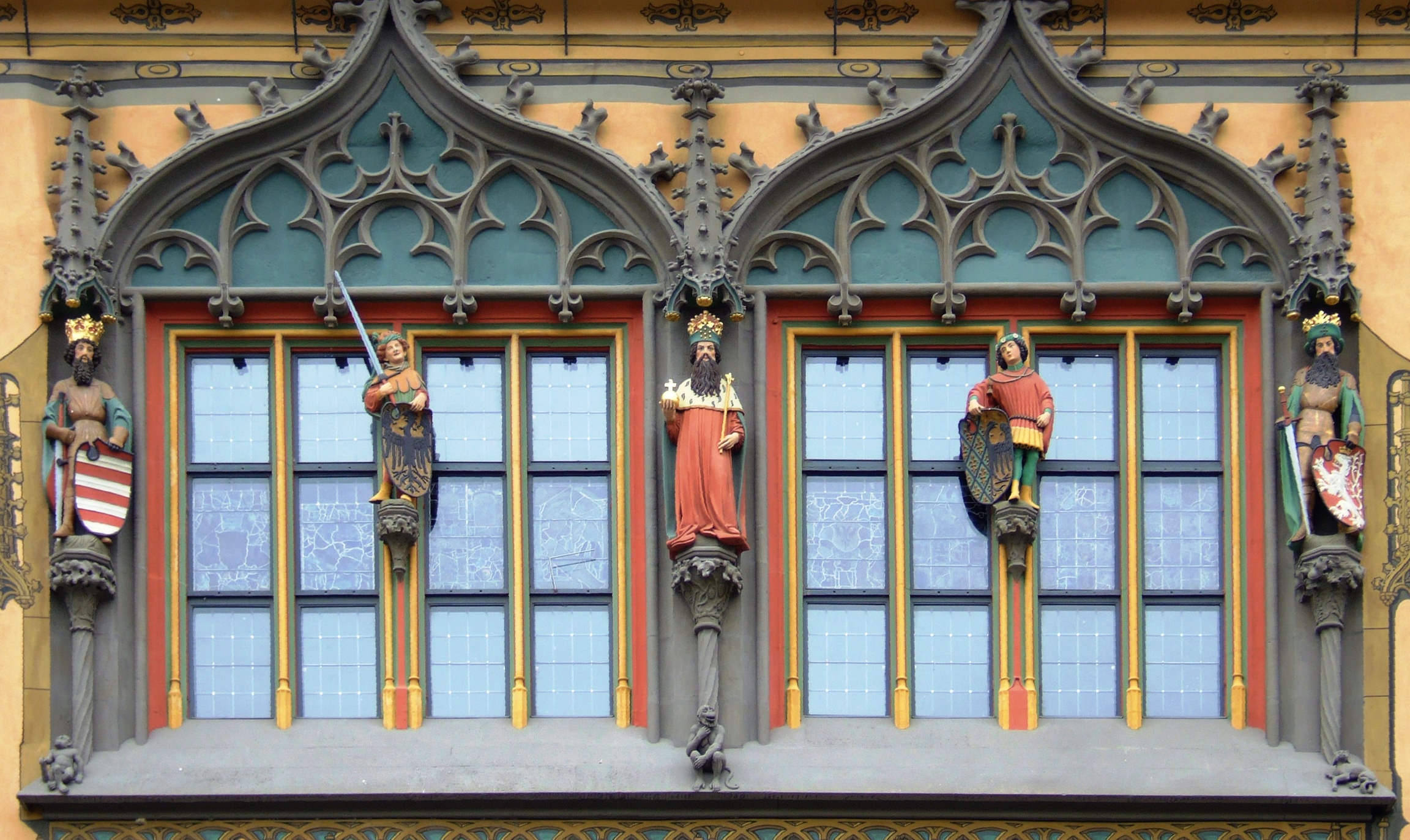
Grupo de emperadores de la ventana este del Ayuntamiento de Ulm
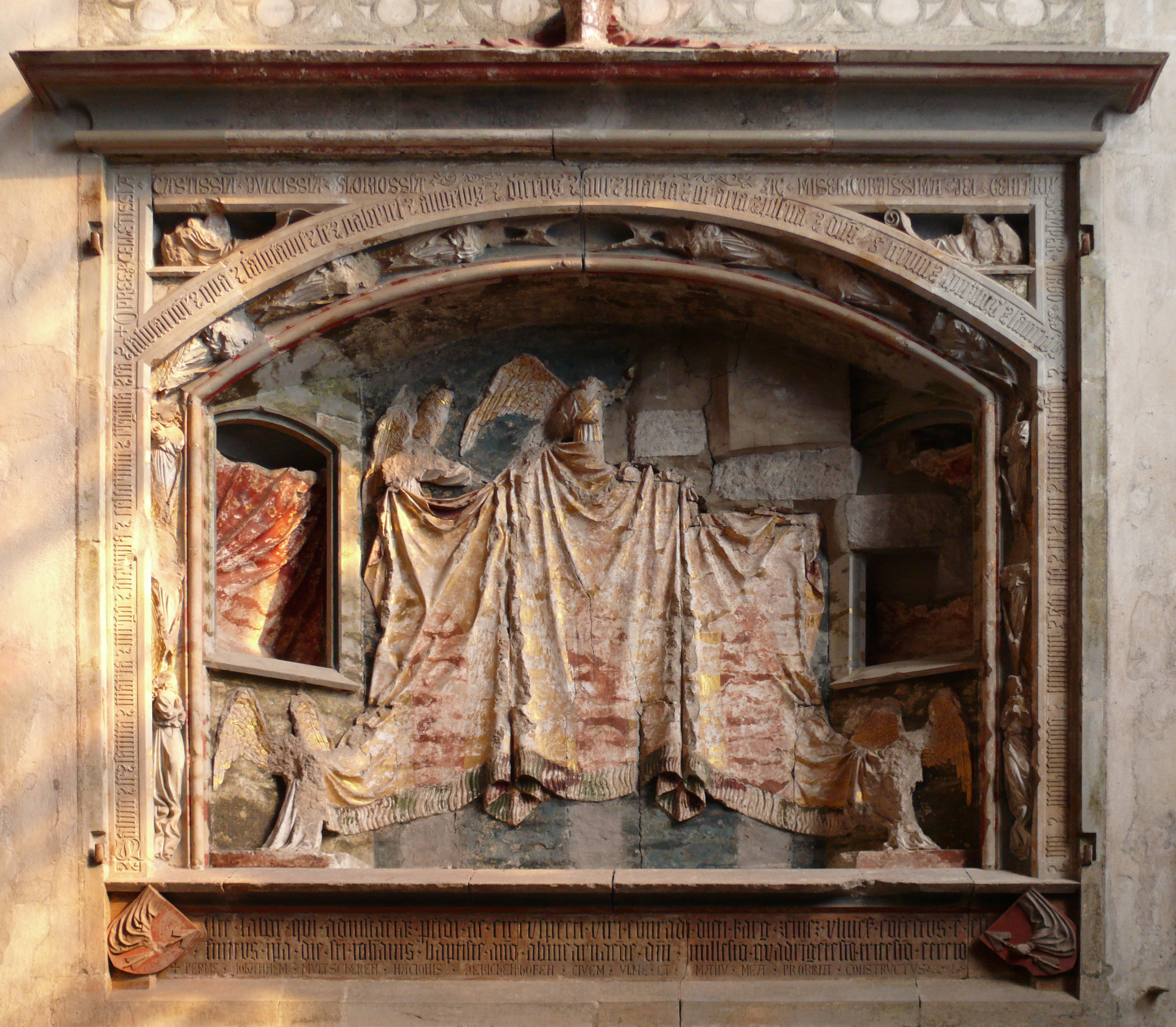
Retablo de Karg (1433) en la Catedral de Ulm, dañado en el ataque iconoclasta (1531)
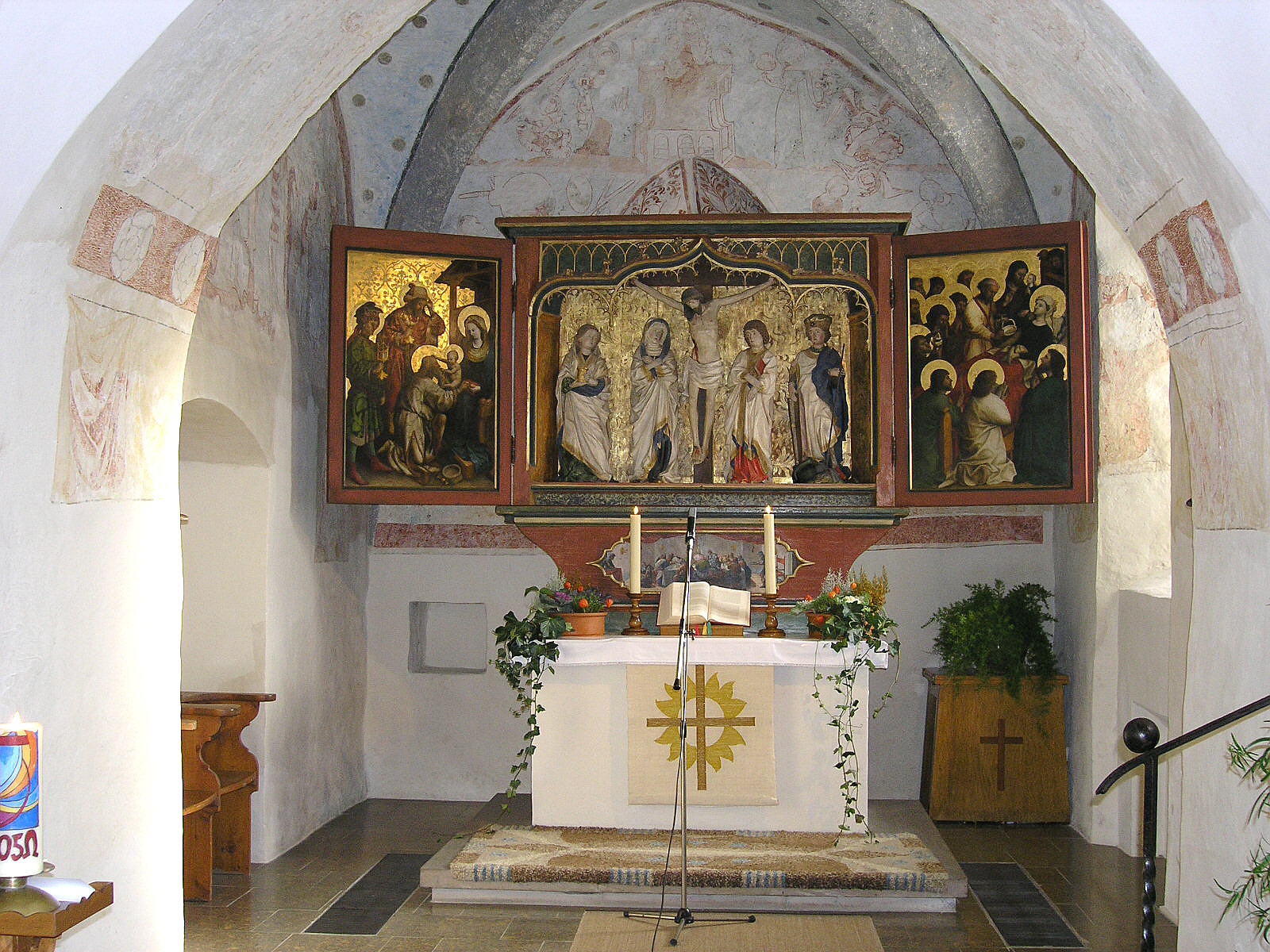
Retablo de la escuela de Multscher en la iglesia parroquial de Scharenstetten (el original está en la Catedral de Ulm)